# جيفرسون بينتو
جيفرسون بينتو (27 مارس 1990 في الإكوادور - ) هو لاعب كرة قدم إكوادوري في مركز الوسط. شارك مع منتخب الإكوادور لكرة القدم. أما مع النوادي، فقد لعب مع نادي إيميلك.

## وصلات خارجية
- جيفرسون بينتو على موقع قاعدة بيانات كرة القدم.إي يو (الإنجليزية)
- جيفرسون بينتو على موقع ناشيونال فوتبول تيمز (الإنجليزية)